# Spedlins Tower

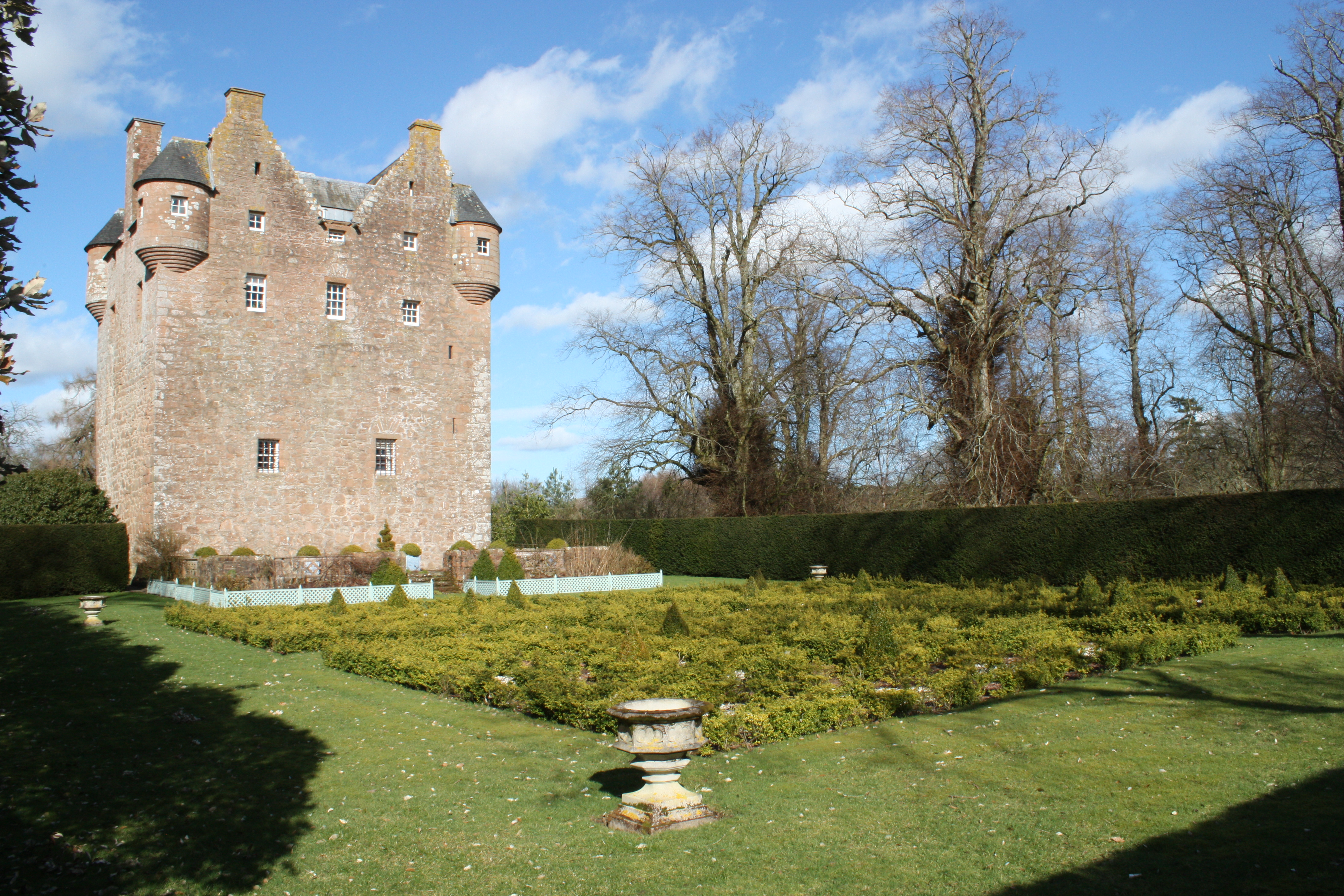
Spedlins Tower

Spedlins Tower ist ein Tower House nahe der schottischen Ortschaft Templand in der Council Area Dumfries and Galloway. 1971 wurde das Bauwerk in die schottischen Denkmallisten in der höchsten Denkmalkategorie A aufgenommen.

## Geschichte
Das Tower House entstand im 15. Jahrhundert. Es war Sitz der Jardines of Applegarth, die in den 1810er Jahren das nahegelegene Herrenhaus Jardine Hall errichteten. Der Wehrturm wurde mehrfach umgestaltet und umfassend überarbeitet, unter anderem 1578, 1605 und 1700. Vermutlich stammt nur das Mauerwerk der unteren beiden Geschosse noch aus dem 15. Jahrhundert. Spätestens im ersten Viertel des 19. Jahrhunderts wurde Spedlins Tower aufgegeben. In den 1980er Jahren wurde das Tower House restauriert, nachdem es zuvor teilweise verfallen war.

## Beschreibung
Das Tower House liegt rund 1,5 Kilometer nordöstlich von Templand am rechten Ufer des Annan. Der längliche Spedlins Tower weist eine Grundfläche von 14 m × 11,7 m auf. Sein Bruchsteinmauerwerk ist bis zu drei Meter mächtig. Die Fassaden sind symmetrisch aufgebaut. Der Eingang an der Ostseite ist mit Rundbogen gestaltet. Eine Bekrönung oberhalb eines Fensters im ersten Obergeschoss lässt die Vermutung zu, dass sich der ursprüngliche Eingang dort befand. An den Kanten kragen Ecktourellen aus. Das Gebäude schließt mit zwei parallel verlaufenden, schiefergedeckten Satteldächern.
Die unteren beiden Stockwerke verfügen über Steingewölbe. Der Treppenaufgang zum ersten Obergeschoss weist eine Breite von nur 90 cm auf, während die von dort aus über die folgende Stockwerke führende Wendeltreppe von üblichen Abmessungen ist. Die für eine Haupttreppe zu geringe Breite erhärtet die Vermutung, dass das Gebäude einst über das Obergeschoss betreten wurde. Ein heraustretender Kamin im ersten Obergeschoss ist im Renaissancestil gestaltet. Er weist zahlreiche Parallelen zu einem Kamin in Newark Castle in Port Glasgow auf. Ein zentraler Korridor teilt die Obergeschosse.